# Мишутинская

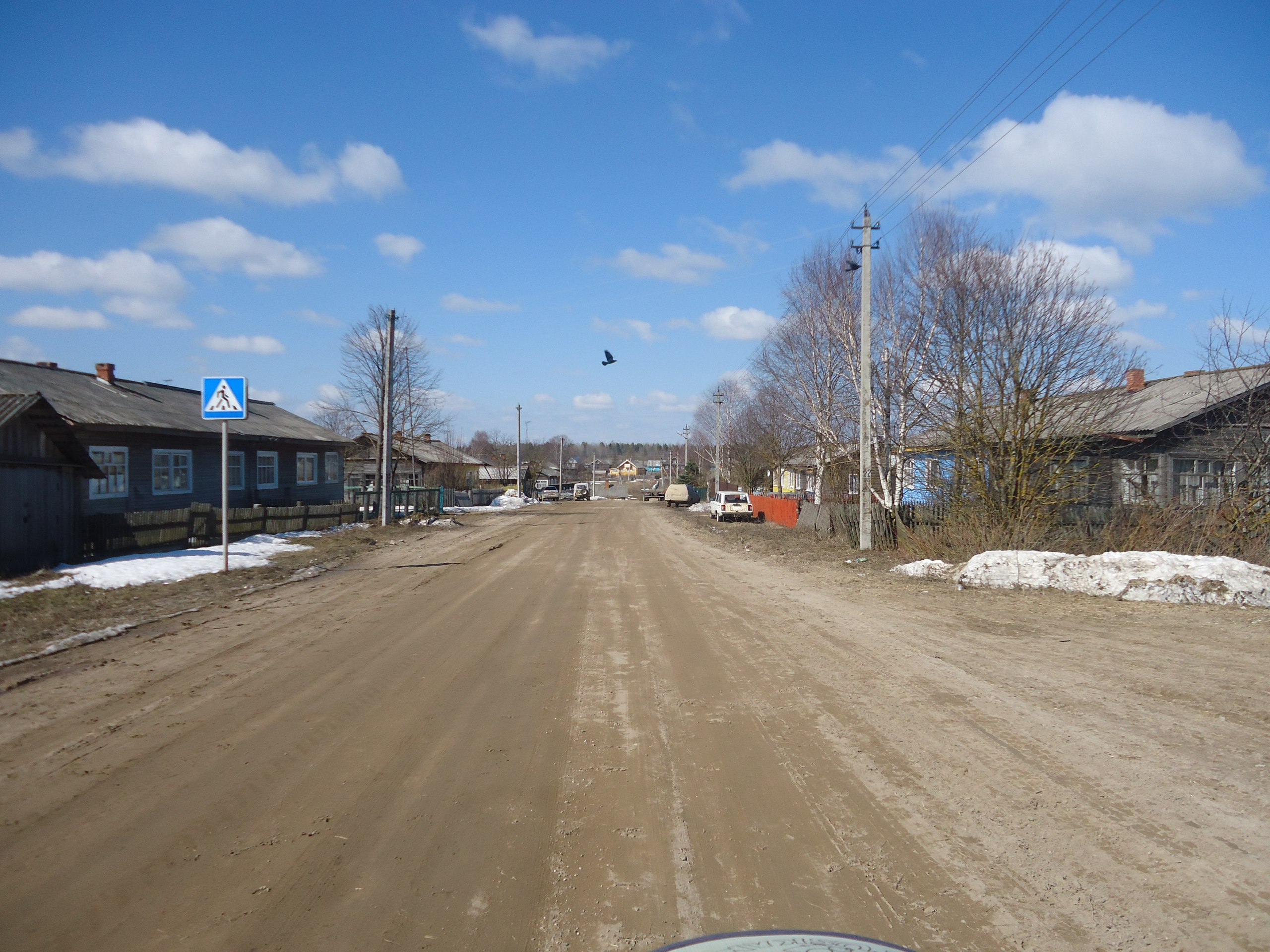
Главная улица деревни

Мишутинская — деревня в Вожегодском районе Вологодской области. Административный центр Мишутинского сельского поселения и Мишутинского сельсовета.
Расположена в левобережье Ёмбы в 55 км к востоку от районного центра Вожеги (по автодороге — 66 км) и в 155 км к северо-востоку от Вологды. Ближайшие населённые пункты — Поповка, Чеченинская, Ожигинская, Ивонинская, Патракеевская, Дубровинская.

## Население
| 2010 |
| ---- |
| 125  |

По переписи 2002 года население — 135 человек (65 мужчин, 70 женщин). Преобладающая национальность — русские (99 %).